# Епархия Теруана
Епархия Теруана (лат. Dioecesis Morinensis) — титулярная епархия Римско-Католической церкви с центром в городе Теруан, Франция. 

## История
Епархия Теруана была основана в VII веке. В средние века епархия Теруана была разделена на 25 викариатств. 
12 мая 1559 года северная часть епархии Теруана была передана новым епархиям Ипра и Сент-Омера.
3 марта 1567 года Римский папа Пий V издал буллу Divinae maiestatis, которой перевёл кафедру епархии в город Булонь-сюр-Мер. 
9 февраля 2009 года епархия Теруана стала титулярной епархией и в настоящее время является вакантной.

## Ординарии епархии
| - епископ святой Аудомар (639 - 670); - епископ Драуций ( ? - ?); - епископ святой Байн (667 - 710); - епископ Равенгер (710 - 721); - епископ святой Эркембод (721 - 742); - епископ Адальгер (742 - ?); - епископ Гумберт (? - 747); - епископ Этерей (747 - 748); - епископ Родвальд (? - ?); - епископ Атальф (? - ?); - епископ Вигберт (? - ?); - епископ Теодовин (798); - епископ Гримбальд (798 - 815); - епископ святой Фольквин (817 - 855); - епископ святой Гумфрид (856 - 869); - епископ Актард (869 - 872); - епископ Адальберт (872 - 887); - епископ Хериланд (887 - 900); - епископ Стефан (909 - 935); - епископ Викфрид (935 - 959); - епископ Давид (959 - 964); - епископ Фрамерик (964 - 995); - епископ Бодуэн (995 - 1030); - епископ Дрого (1030 - 1078); - епископ Юберт (1078 - 1081); - епископ Ламберт (1082 - 1083); - епископ Жерар (1084 - 1099); - епископ Жан I де Варнетон (1099 - 1130); - епископ Милон I (1130 - 1158/1159); | - епископ Милон II (1159 - 1169); - епископ Дидье (1169 - 1191); - епископ Ламберт де Брюж (1191 - 1207); - епископ Жан II (1207 - 1213); - епископ Адам (1213 - 1229); - епископ Пьер де Дой (1229 - 1250); - епископ Рауль де Шель (1252 - 1262); - Sede vacante (1262-1276); - епископ Анри де Мюр (1276 - 1286); - епископ Жак Булонский (1287 - 1301); - епископ Энгерран де Креки (1301 - 1330); - епископ Жан II Вьенский (14.12.1330 – 1334); - епископ Раймон Саке (1334 – 10.02.1356) – назначен архиепископом Лиона; - епископ Жиль Эселен де Монтегю (1356 - 1368) – назначен епископом Фраскати; - епископ Жерар де Денвиль (1368 - 1371); - епископ Адемар Робер (1371 - 1376); - епископ Пьер д'Оржемон (1376 – 19.01.1384) – назначен епископом Парижа; - епископ Жан Табари (1384 - 1403); - епископ Рено де Бапом (1404 - 1414); - епископ Луи Люксембургский (2.01.1415 – 19.08.1436) – назначен архиепископом Руана; - епископ Жан Младший (24.10.1436 – 1451); - епископ Давид Бургундский (1451 - 1455); - епископ Анри Лотарингский (1456 - 1484) – назначен епископом Меца; - епископ Антуан де Крой (1485 - 1496); - епископ Федерико Сансеверино (8.02.1496 – 12.11.1498) – апостольский администратор; - епископ Филипп Люксембургский (12.11.1498 – 26.11.1516); - епископ Франсуа де Мелён (26.11.1516 – 1521); - епископ Жан Лотарингский (1521 - 1535); - епископ Франсуа де Креки (1535 – 28.02.1552). |  |

## Источник
- Gallia Christiana, т. IV
- Léon Vanderkindere, La Formation territoriale des principautés belges au Moyen Âge, Ed. H. Lamertin, Bruxelles, 1902
- E. Strubbe en L. Voet, De chronologie van de middeleeuwen en de moderne tijden in de Nederlanden, Anvers, 1960. (Ristampa anastatica: Bruxelles, 1991)
- Булла Divinae maiestatis, Bullarum diplomatum et privilegiorum sanctorum Romanorum pontificum Taurinensis editio, Vol. VII, стр. 550-552